# Mogila (kommun)
Mogila (makedonska: Могила) är en kommun i Nordmakedonien. Den ligger i den södra delen av landet, 90 km söder om huvudstaden Skopje. Antalet invånare är 6 710. Arean är 256 kvadratkilometer.
Följande samhällen finns i Mogila:
- Mogila
- Beranci
- Ivanjevci
- Trnovci
- Dobruševo
- Nošpal
- Dolna Čarlija
- Dolno Srpci
- Dedebalci
- Vašarejca
- Sveto Todori
- Radobor
- Musinci
- Budakovo
- Trap
- Mojno
- Puturus
- Novoselani
- Loznani
- Podino